# 什利謝利堡要塞
什利謝利堡要塞（羅馬化：Krepost' Oreshek）是俄罗斯圣彼得堡附近拉多加湖奥列霍维岛什利谢利堡上的一系列城堡。首个城堡建于1323年，许多俄罗斯与瑞典的冲突在此地发生，期间城堡多次易手。彼得大帝时期开始关押犯人，首批犯人包括叶夫多基娅·洛普希娜。1887年，列宁之兄亚历山大·乌里扬诺夫因参与刺杀沙皇亚历山大三世而在此地被处决。第二次世界大战期间，城堡严重受损。今日，什利謝利堡要塞是圣彼得堡历史中心及其相关古迹群的一部分。